# Reclaim (film)
Reclaim är en amerikansk thriller från 2014 i regi av Alan White. I huvudrollerna ses bland andra Ryan Phillippe och Rachelle Lefevre.

## Handling
Ett barnlöst par från USA åker till Puerto Rico för att adoptera ett föräldralöst barn från Haiti. De adopterar Nina och väntar sedan på formaliteter för att Nina ska kunna få ett pass för att få komma till USA. Men efter två dagar är Nina försvunnen. Det visar sig att hela adoptionen är en bluff och att det istället är en liga som lurar familjer med att ta betalt för adoptioner, men sedan efter ett par dagar ta tillbaka barnen.

## Rollista (urval)
| Ryan Phillippe    | – Steven Mayer - adoptivfar                     |
| Rachelle Lefevre  | – Shannon Mayer - adoptivmor                    |
| Briana Roy        | – Nina                                          |
| John Cusack       | – Benjamin                                      |
| Jacki Weaver      | – Gabrielle Reigert - chef för "adoptionsbyrån" |
| Luis Guzmán       | – Polischef                                     |
| Jandres Burgos    | – Salo                                          |
| Veronica Faye Foo | – Paola                                         |